# 토니 안
토니 안(Tony An, 본명: 안승호, 1978년 6월 7일 ~ )은 대한민국의 가수, 방송인이다. 아이돌 그룹 H.O.T., jtL의 멤버였으며 솔로 가수로도 활동했다.

## 생애
- 토니 안(안승호)은 1978년 6월 7일, 대한민국 서울특별시 용산구 이촌동에서 1남 1녀 중 막내로 태어났다. 이후 초등학교 때 아버지를 따라 미국으로 건너가 중학교, 고등학교를 졸업했다.

- 미국에서의 오디션을 통해 가요계에 데뷔했다.

- H.O.T., jtL 활동을 거쳐 2004년 10월, 1집 앨범《Believe》를 발매하며 솔로로 데뷔했다.

- 〈사랑은 가질 수 없을 때 더 아름답다〉,〈유추프라카치아〉등으로 활동했으며 상상플러스 등의 예능프로그램에 출연했다.

- 2004년부터 티엔 엔터테인먼트와 교복 회사 스쿨룩스 등의 사업을 하였으나 2013년 연예인 불법도박사건으로 인해 스쿨룩스에서 퇴사하였다.

- 2001년에 미국 영주권을 포기한 후, 2008년 11월 4일 충청남도 논산시 연무읍 육군훈련소에 현역으로 입대해 부산 53사단으로 자대배치를 받았으나 서울 용산 국방홍보지원대로 차출되어 국군방송에서 〈토니안의 주고 싶은 마음 듣고 싶은 얘기〉, 〈일 플러스 성공〉등 DJ와 MC로 활약하다가 2010년 9월 14일에 만기 제대했다.

- 스매쉬, 어썸베이비라는 남녀 아이돌 그룹을 제작하였다.

- 제대 후에도 20세기 미소년 등의 방송활동을 하였다. 하지만 2013년 11월에 연예인 불법도박사건으로 인해 징역 6월에 집행유예 1년을 선고받고, 사내이사로 재직 중이던 스쿨스토어 등에서 퇴출된 동시에 지상파에서 출연정지 처분을 받았다.

- 2016년에 MBC, KBS, EBS에서 차례로 출연정지가 해제되면서 방송가에 복귀하였다.

- 여러 연예기획사를 운영하였지만 모두 실패하여 정리했으며 현재는 티엔엔터테인먼트 소속이다.

- 2023년 오랜 만에 디지털 싱글을 발매하였으나 가수로서 활동은 하지 않고 자금 사정으로 인해 뮤직비디오도 제작하지 못했다.

## 음반

### 솔로 음반
| 연도   | 발매일    | 분류        | 음반명                           | 대표곡                                               |
| ------ | --------- | ----------- | -------------------------------- | ---------------------------------------------------- |
| 2004년 | 10월 19일 | 정규 1집    | 《BELIEVE》                      | 사랑은 가질 수 없을 때 더 아름답다 무대, Blue Sky MV |
| 2005년 | 11월 28일 | 미니 1집    | 《촌스럽게...behind the clouds》 | 촌스럽게 MV                                          |
| 2006년 | 4월 14일  | 정규 2집    | 《Yutzpracachia's Love》         | 유추프라카치아 MV                                    |
| 2007년 | 5월 29일  | 미니 2집    | 《UNTOLD STORY》                 | Melody MV                                            |
| 2008년 | 4월 28일  | 미니 3집    | 《우두커니》                     | 지갑 MV                                              |
| 2008년 | 11월 21일 | 베스트 앨범 | 《안승호 history》               | 같은 마음 MV                                         |
| 2011년 | 4월 4일   | 미니 4집    | 《Top Star》                     | Top Star 무대                                        |
| 2013년 | 7월 3일   | 미니 5집    | 《I'm Tony An》                  | 여기까지만 MV, 오늘같은 날 MV                        |

### 디지털 싱글
| 연도   | 발매일    | 노래               |
| ------ | --------- | ------------------ |
| 2010년 | 9월 14일  | 지금 만나러 갑니다 |
| 2012년 | 9월 14일  | Beautiful Girl     |
| 2018년 | 10월 13일 | Hot Knight 무대    |

### 참여 음반
| 연도   | 발매일    | 분류        | 앨범명                                            | 참여곡                                           |
| ------ | --------- | ----------- | ------------------------------------------------- | ------------------------------------------------ |
| 2004년 | 11월 23일 | 캐롤 앨범   | 《Christmas Story 14색의 아주 특별한 크리스마스》 | 'Christmas Time is here', '창 밖에 흰 눈 내리며' |
| 2006년 | 12월 4일  | 디지털 싱글 | 《겨울애》                                        | '나를 봐요'                                      |
| 2011년 | 9월 23일  | 디지털 싱글 |                                                   | 레이디제인 - '짝' (feat.토니안)                  |
| 2012년 | 3월 2일   | 싱글 앨범   | Tony&Smash《Get Your Swag On》                    | 'Get Your Swag On' MV 외 수록곡                  |
| 2017년 | 3월 17일  | 디지털 싱글 | 토니안&에반&Jager&Lucas                           | '봄이었나봐, 그때' MV                            |

## 공연

### 단독콘서트
| 연도   | 공연명                              | 장소                       | 공연일정                                        |
| ------ | ----------------------------------- | -------------------------- | ----------------------------------------------- |
| 2017년 | TONY AN MAP 2017.Live First Station | 서울 이화여자대학교 삼성홀 | - 6월 10일(토) 오후 6시 - 6월 11일(일) 오후 5시 |

### 토크 콘서트
| 연도   | 공연명                                                                 | 장소                   | 공연일정                                          |
| ------ | ---------------------------------------------------------------------- | ---------------------- | ------------------------------------------------- |
| 2019년 | 2019 토니안X이재원 with FRIENDS 〈Talk Live〉 랜선탈출 콘서트 in Seoul | 서울 세종대학교 대양홀 | - 12월 28일(토) 오후 7시 - 12월 29일(일) 오후 6시 |

## 가요 프로그램 1위
| 연도            | 수상 내역 (총 1회)                                             |
| --------------- | -------------------------------------------------------------- |
| 2006년 (총 1회) | - 유추프라카치아 (총 1회) - 5월 21일 SBS 《인기가요》 뮤티즌송 |

## 수상 경력
- 2006년 제13회 대한민국연예예술상 남자댄스부문 가수상
- 2017년 SBS 연예대상 쇼•토크 부분 우수상《미운 우리 새끼》
- 2017년 SBS 연예대상 대상 《미운 우리 새끼》 (어머니가 수상)
- 2018년 아시아모델페스티벌 아시아모델어워즈 아시아특별상 수상

## 출연

### 전 프로그램
- 2003년, 2006년 《일요일이 좋다 - X맨[2,58기]》 (SBS)
- 2004년~2005년 《상상플러스》 (KBS2)
- 2009년~2010년 《일 플러스 성공》 (국군방송)
- 2010년 《우리들의 일밤》 (MBC)
- 2010년 《스쿨 버라이어티 백점만점》 (KBS2)
- 2011년~2012년 《M! Countdown》 MC (Mnet)
- 2011년 《재미있는 퀴즈클럽》 (SBS)
- 2012년 《토니안&김인석의 오당첨주식회사》 (손바닥TV)
- 2012년 《K-pop Star Hunt》 Season 2 (tvN Asia)
- 2013년 《20세기 미소년》 (QTV)
- 2016년 《매력TV》 (OnStyle)
- 2016년 《플랜맨》 (TRENDY)
- 2016년 《맛집남》 (동아TV)
- 2016년 《연예반장》 (JTBC)
- 2016년~2018년 《미운 우리 새끼》 (SBS)
- 2016년 《립스틱 프린스》 (OnStyle)
- 2017년 《편의점을 털어라》 (tvN)
- 2017년 《캐리어를 끄는 남자》 (네이버TV)
- 2018년 《청춘다워》 (한국직업방송)
- 2018년 《더 하이브리드(플랜맨X캐남)》 (네이버TV)
- 2018년 《토니 재원의 핫!라이브》 (네이버TV)
- 2018년 《미미샵》 (JTBC4)
- 2018년 7월 8일~현재《TV 동물농장》MC (SBS)
- 2018년 《청춘다워 시즌2》 (한국직업방송)
- 2019년 《펫츠고!댕댕트립》 (SBS Plus)
- 2019년 《토니 재원의 톡!라이브》 (유튜브)
- 2019년 《문제적 보스》 (tvN)
- 2019년 《일단 같이 가》 (TV조선)
- 2019년 《그랜드 부다개스트》 (JTBC2)
- 2019년 《밀실의 아이들》 (올레TV)
- 2019년 《스윙키즈》 (tvN)
- 2019년 《쇼핑왕》 (TV조선)
- 2020년 《아이돌 피싱캠프》 (JTBC)
- 2020년 《토니안주》 (유튜브)
- 2021년 《사장님 귀는 당나귀 귀》 (KBS2)

### 전 진행자
- 2016년 DMC 페스티벌 '레전드 토토가' MC
- 2017년 제61회 미스코리아 선발대회 MC
- 2017년 드림콘서트 in 평창 MC
- 2017년 2018 평창동계올림픽 D-50 특별생방송 하나된 열정 이제는 평창 MC
- 2018년 아시아모델페스티벌 아시아모델어워즈 MC
- 2018년 게임돌림픽 MC

### 전 라디오 DJ
- 2009년~2010년 《토니안의 주고 싶은 마음 듣고 싶은 얘기》DJ (국군방송)

## 시트콤
- 1997년 MBC 일일시트콤 《남자 셋 여자 셋》 - 1997년 8월 문화대학교 축제 초대 가수 역
- 1998년 SBS 일일시트콤 《순풍산부인과》- 아이돌 그룹 H.O.T. 역
- 2002년 MBC 청춘시트콤 《뉴논스톱》- 박경림의 첫사랑 '듄상' 역
- 2004년 MBC 시트콤 《두근두근 체인지》- 조정린이 짝사랑하는 남자 역
- 2005년 MBC 시트콤 《안녕, 프란체스카》- 솔로가수 '토니 안' 역
- 2019년 JTBC4 단막극 《너를 싫어하는 방법》
- 2020년 JTBC 시트콤 《놓지마 정신줄》- 의사 '안정섭' 역
- 2021년 MBC 일일드라마 《두 번째 남편》- 프로듀서 역

## 드라마
- 2006년 tvN 드라마 《하이에나》
- 2012년 tvN 금토드라마 《응답하라 1997》- 1997년 H.O.T.멤버 '토니 안' 역
- 2018년 7월 7일 tvN 《비밀의 정원》
- 2019년 7월 26일 JTBC2 《악플의 밤》
- 2019년 JTBC 금토드라마 《멜로가 체질》- 토크쇼 MC '토니 안' 역
- 2019년 tvN 토일드라마 《날 녹여주오》 - 1999년 H.O.T.멤버 '토니 안' 역
- 2023년 지니 TV 월화드라마 《오! 영심이》 - 이우상 역

## 해설
- 2011년 7월 17일 KBS2 《다큐멘터리 3일》 청춘의 가장 빛나는 순간 - 논산 육군훈련소
- 2011년 8월 21일 KBS2 《다큐멘터리 3일》 피서지에서 생긴 일 - 해운대 해수욕장

## 예능
- 2018년 7월 8일《TV 동물농장》(SBS)
- 2018년 7월 8일《TV 동물농장》(SBS)

### 영화
- 2013년 《앵두야 연애하자》- 탑아이돌 가수 '토니 안' 역

## 홍보대사
- 2005년 파타야 인터내셔널 뮤직 페스티벌 한국대표
- 2006년 싱가포르 명예 홍보대사 선정

## 광고
- 2016년 남성화장품 피토메스
- 2017년 동국제약 저스트워터
- 2018년 편의점 세븐 일레븐
- 2019년~ 반려견 용품 브랜드 더마독
- 2020년~ 밀키트 식품 브랜드 그래오늘은

## 제작 가수
- 에반 (유호석)
- 스매쉬
- 어썸베이비